# Černov
Černov är en ort i Tjeckien.   Den ligger i regionen Vysočina, i den centrala delen av landet, 100 km sydost om huvudstaden Prag. Černov ligger 645 meter över havet och antalet invånare är 111.
Terrängen runt Černov är platt.Runt Černov är det ganska glesbefolkat, med 32 invånare per kvadratkilometer. Närmaste större samhälle är Pelhřimov, 11,7 km nordväst om Černov. Omgivningarna runt Černov är en mosaik av jordbruksmark och naturlig växtlighet.